# Znaménskoie (Txetxènia)
|  | Per a altres significats, vegeu «Znaménskoie». |

Znaménskoie (en rus: Знаменское) és un poble de la república de Txetxènia, a Rússia, segons el cens del 2022 tenia 12.438 habitants.